# Dean Flynn

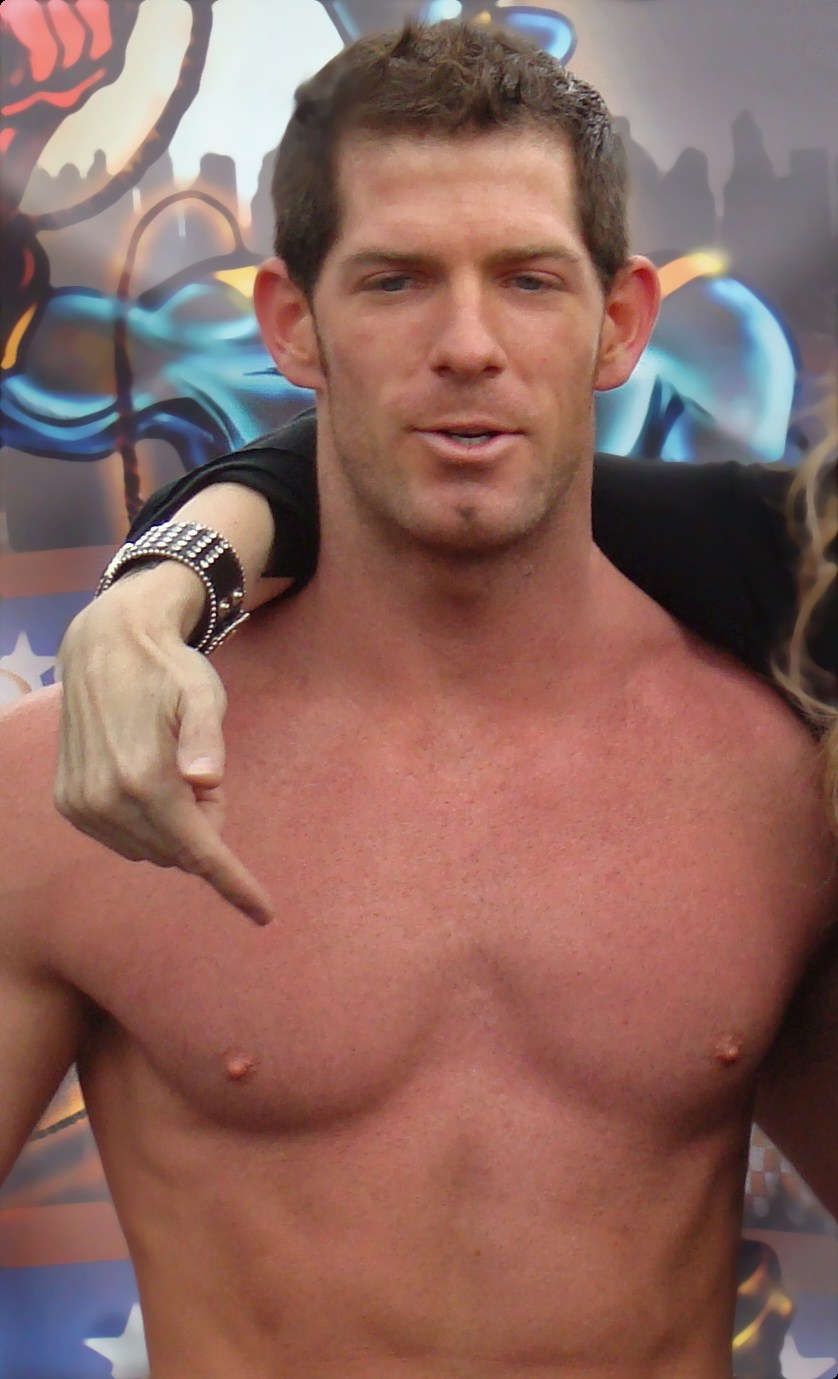
Dean Flynn, 2009

Dean Flynn (* 21. März 1981) ist ein US-amerikanischer Pornodarsteller.

## Leben
Flynn ist als Pornodarsteller in den Vereinigten Staaten tätig. Er erhielt bedeutende Preise der US-amerikanischen Pornoindustrie.

## Filmografie (Auswahl)
- Gunnery Sgt. McCool (2006)
- Spy Quest 3 (2007)
- Command Post (2007)
- Fear (2007)
- Breakers (2007)
- Campus Pizza (2007)
- The Road to Redneck Hollow (2007)
- Copperhead Canyon (2008)
- Warehouse (2008)
- Chainsaw (2008)
- Folsom Undercover (2008)
- Overdrive (2008)
- Battle Creek Breakdown (2009)
- Eye Contact (2009)
- Malpractice (2012)

## Preise und Auszeichnungen (Auswahl)
- 2009: Grabby Award, „Versatile Performer“